# HD 117376
HD 117376，又名BD+60 1461，SAO 16080、HR 5085，是一颗恒星，视星等为5.4，位于銀經114.52，銀緯56.57，其B1900.0坐标为赤經13h 24m 46.9s，赤緯+60° 56.57′ 44″。